# Kõruse
Koordinaten: 58° 27′ N, 21° 57′ O
Kõruse (deutsch Karruste) ist ein Dorf (estnisch küla) auf der größten estnischen Insel Saaremaa. Es gehört zur Landgemeinde Saaremaa (bis 2017: Landgemeinde Kihelkonna) im Kreis Saare.

## Einwohnerschaft und Lage
Das Dorf hat zwölf Einwohner (Stand 31. Dezember 2011). Es liegt auf der Halbinsel Tagamõisa, 37 Kilometer nordwestlich der Inselhauptstadt Kuressaare. Nordwestlich des Dorfkerns befinden sich die beiden Seen Saka järv und Kiljatu järv.

## Geschichte
Der Ort wurde erstmals 1561 urkundlich erwähnt. Bekannt ist Kõruse vor allem für seine historische Windmühle. Sie stammt aus dem Jahr 1781. 2014 wurde sie umfassend renoviert.